# Hugh FitzRoy

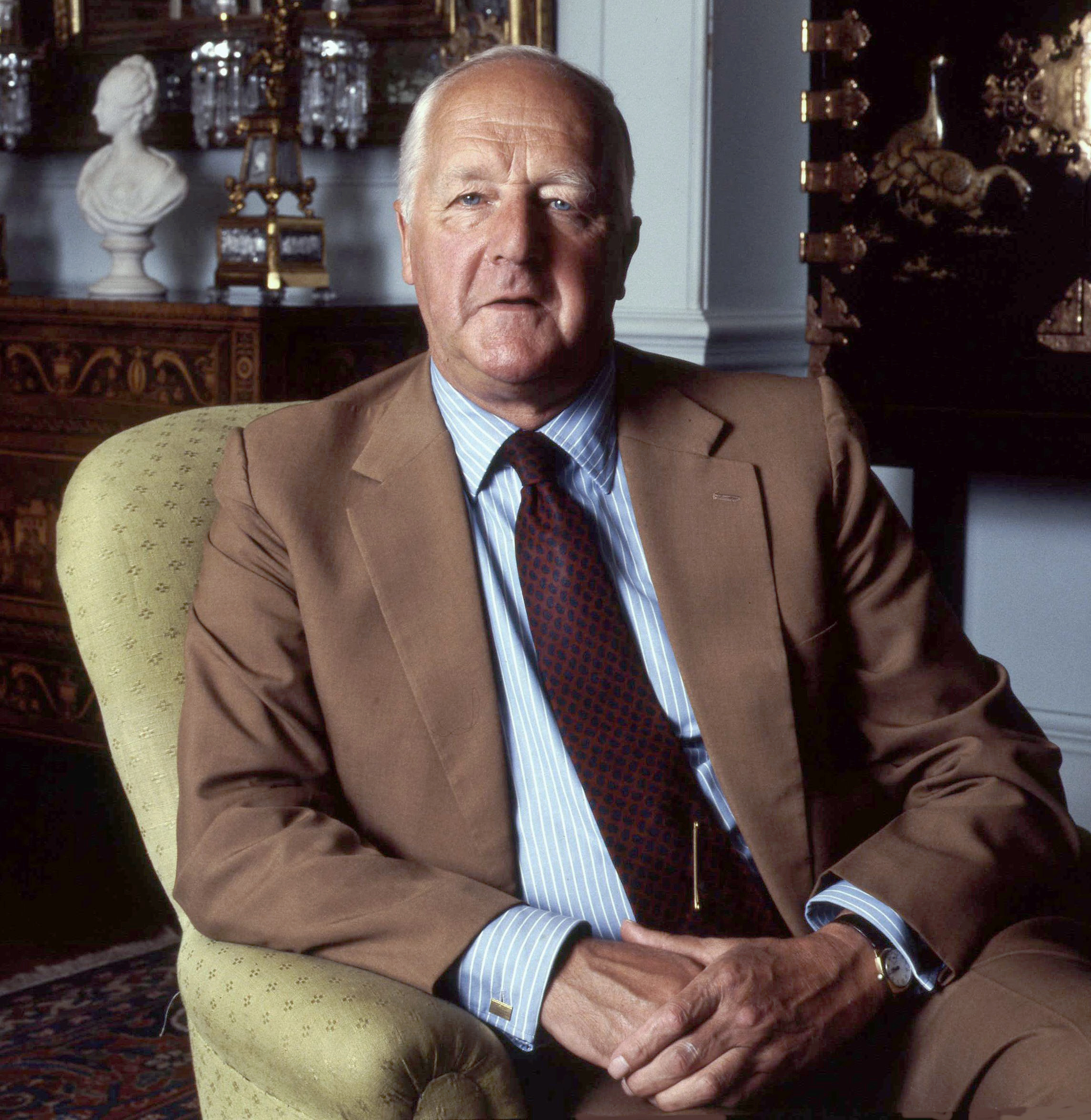
Hugh FitzRoy, 11. książę Grafton

Hugh Denis Charles FitzRoy (ur. 3 kwietnia 1919, zm. 7 kwietnia 2011) – brytyjski arystokrata, najstarszy syn Charlesa FitzRoya, 10. księcia Grafton i Doreen Marii Josephy Sydney Buxton, córki 1. hrabiego Buxton.
Tytuł książęcy odziedziczył po śmierci swojego ojca w 1970 r. Od tej pory zasiada również w Izbie Lordów. Jest w prostej linii potomkiem Henry’ego FitzRoya, 1. księcia Grafton, który był nieślubnym synem króla Anglii i Szkocji Karola II Stuarta.
Studiował w Magdalene College na Uniwersytecie Cambridge.
12 października 1946 r. poślubił Ann Fortune Smith (ur. 1920), córkę kapitana Evana Smitha i Helen Williams. Hugh i Ann mają razem dwóch synów i trzy córki:
- James Olivier Charles FitzRoy (ur. 13 grudnia 1947), hrabia Euston, dziedzic wszystkich ojcowskich tytułów, ożenił się z lady Claire Kerr, ma dzieci
- Henrietta Fortune Doreen FitzRoy (ur. 14 września 1949), żona Edwarda St. George’a, ma dzieci
- Virginia Mary Elisabeth FitzRoy (ur. 10 kwietnia 1954), żona lorda Ralpha Kerr (brata lady Claire), ma dzieci
- Charles Patrick Hugh FitzRoy (ur. 7 stycznia 1957), ożenił się z Dianą Miller-Stirling, ma dzieci
- Olivia Rose Mildred FitzRoy (ur. 1 sierpnia 1963), żona Johna Guy Elmhirst Monson, ma dzieci

W 1976 r. książę został kawalerem Orderu Podwiązki. Mieszkał razem z żoną w swej rodowej posiadłości Euston Hall niedaleko Thetford w hrabstwie Norfolk.